# Gilberto (football, 1976)
Pour les articles homonymes, voir Silva, Melo (homonymie) et Gilberto.
Gilberto da Silva Melo, plus connu sous le nom de  Gilberto, est un footballeur brésilien né le 25 avril 1976 à Rio de Janeiro (Brésil). Il joue au poste de latéral gauche avec Cruzeiro EC et l'équipe du Brésil.

## Carrière
- 1993 - 1995 : América ( Brésil)
- 1996 - 1998 : CR Flamengo ( Brésil)
- 1998 - 1999 : Cruzeiro EC ( Brésil)
- 1999 - 2000 : Inter Milan ( Italie)
- 2000 - 2001 : CR Vasco da Gama ( Brésil)
- 2002 - 2003 : Grêmio Porto Alegre ( Brésil)
- 2004 - 2004 : AD São Caetano ( Brésil)
- 2004 - 2007 : Hertha BSC Berlin ( Allemagne)
- 2008 - 2009 : Tottenham Hotspur ( Angleterre)
- 2009 - 2011 : Cruzeiro EC ( Brésil)
- 2011 - 2012 : Vitória ( Brésil)
- 2012 : América (MG) ( Brésil)[1]

## Palmarès
- Vainqueur de la Copa América en 2007 avec l'équipe du Brésil
- Vainqueur de la Coupe des confédérations en 2005 avec l'équipe du Brésil
- Champion du Brésil en 2000 avec CR Vasco de Gama
- Champion de l'État de Rio de Janeiro en 1998 avec : Cruzeiro EC
- Vainqueur de la coupe Mercosul en 2000 avec CR Vasco de Gama
- Vainqueur de la coupe Guanabara (Rio) en 1996 avec CR Flamengo et 2000 avec CR Vasco de Gama
- Vainqueur de la coupe de Rio de Janeiro en 1996 avec CR Flamengo
- Vainqueur de la Conmebol en 1996 avec CR Flamengo
- Champion de l'État de São Paulo en 2004 avec AD Sao Caetano
- 33 sélections avec l'équipe du Brésil, la première en juin 2003.